# برافیم
برافیم (به اسپانیایی: Bràfim) یک شهرستان در اسپانیا است که در استان تاراگونا واقع شده‌است.